# Criminalità in Romania
La criminalità in Romania è combattuta dalla polizia rumena e altre agenzie per la sicurezza interna.
Nel 2012, Romania aveva un indice di 1,7 omicidi per 100.000 abitanti. In totale 378 omicidi sono stati commessi nel 2012.

## Per località

### Bucarest
La criminalità a Bucarest è piuttosto bassa in confronto ad altre capitali europee, con il numero dei reati complessivi in calo del 51 % tra il 2000 e il 2004. Il crimine violento e organizzato è piuttosto basso, e più diffusa la piccola criminalità e la corruzione istituzionale.

## Tipologia di Criminalità

### Reati contro i turisti
Il Dipartimento di Stato, e l'Ufficio di sicurezza diplomatica hanno dichiarato nel 2010 che: "Gli utenti devono essere consapevoli di truffe che coinvolgono individui che si spacciano per poliziotti in borghese; approcci di "amicizia rapida" a treni/ stazioni della metropolitana e borseggi in aree affollate".

### Crimine organizzato
Uno dei primi rappresentanti della criminalità organizzata in Romania negli anni '90 è stato Alexandru Sava Docmanov che da trafficante di droga procurava stupefacenti per tutta l'Europa occidentale dall'America del Sud.
L'ex pugile Viorel Oarza è noto a Torino per il suo controllo sulla comunità romena della città.
Il gruppo "Casa Transilvania", specializzato in prossenetismo, furti e rapine in Italia.
Altro gruppo criminale di prossenetismo e furti fu coordinato da Georgel Bratu, sempre a Torino e a Tenerife.
Ioan Clamparu stabilì i suoi interessi illeciti a Madrid. Anche in questo caso di prossenetismo e frodi.
Zaher Iskandarani, soprannominato principe del Banato, dal 1990 al 1993, fece una rete di traffico di droga tra Germania, Timișoara e Arad, via Polonia.
Negli anni 2000 il moldavo Nicu Gușan fu battezzato “vor v zakone” che in russo corrisponde de “ladro di legge”. Il gruppo “Patron” è organizzato secondo regole mafiose russe.